# Закарян, Роберт Сергоевич
Роберт Сергоевич Закарян (арм. Ռոբերտ Զաքարյան, 14 ноября 1947, Ленинакан) — депутат парламента Армении.
- 1966—1969 — Ленинаканский техникум лёгкой промышленности.
- 1985—1991 — всесоюзный Московский институт текстильной и легкой промышленности. Инженер-технолог.
- 1963—2007 — работал на ленинаканском чулочно-носочном производственном объединении в качестве помощника мастера, заведующего участком, заведующего филиалом, директора фабрики.
- 1993—1996 — являлся генеральным директором производственного объединения.
- 1996—2007 — исполнительный директор носочного производственного ОАО «Аршалуйс».
- 1990 — избирался депутатом Ленинаканского городского Совета народных депутатов. Автор многочисленных рационализаторских предложений.
- 12 мая 2007 — избран депутатом парламента. Член постоянной комиссии по государственно-правовым вопросам. Член партии «Процветающая Армения».